# Уфимцев, Сергей Васильевич
Сергей Васильевич Уфимцев (20 сентября 1930 — 3 апреля 1987, Свердловск) — советский хоккеист.

## Биография
С 1947 года выступал во взрослых соревнованиях за свердловское «Динамо». В сезоне 1947/48 стал победителем зонального турнира первой лиги, а в сезоне 1949/50 со своей командой дебютировал в высшей лиге. Сезон 1950/51 провёл в составе московского «Динамо», затем вернулся в состав свердловских одноклубников. В сезоне 1954/55 играл в первой лиге за «Динамо» (Новосибирск), по окончании сезона перешёл в свердловский «Спартак».
После окончания игровой карьеры работал тренером в свердловской ДЮСШ «Спартаковец», среди его воспитанников — один из рекордсменов екатеринбургского хоккея по числу сыгранных матчей Александр Карцев. Некоторое время работал директором стадиона «Спартаковец».
Скончался в Свердловске 3 апреля 1987 года на 57-м году жизни. Похоронен на Широкореченском кладбище.